# Aotus hershkovitzi
Aotus hershkovitzi là một loài động vật có vú trong họ Aotidae, bộ Linh trưởng. Loài này được Ramirez-Cerquera mô tả năm 1983.